# Решов
Решов (слч. Rešov) насељено је мјесто са административним статусом сеоске општине (слч. obec) у округу Бардјејов, у Прешовском крају, Словачка Република.

## Становништво
| Година:    | 1994. | 2004.   | 2014.    | 2024.   |
| ---------- | ----- | ------- | -------- | ------- |
| Број људи: | 357   | 353     | 307      | 313     |
| Разлика:   |       | -1,12 % | -13,03 % | +1,95 % |

| Година:    | 2023. | 2024.   |
| ---------- | ----- | ------- |
| Број људи: | 317   | 313     |
| Разлика:   |       | -1,26 % |

Према подацима о броју становника из 2024. године насеље је имало 313 становника.